# Tres Lagos
Tres Lagos è un comune (comisión de fomento secondo la nomenclatura amministrativa provinciale) dell'Argentina, appartenente alla provincia di Santa Cruz, nel dipartimento di Río Chico.
La comisión de fomento fu istituita con legge provinciale il 3 agosto 1973. Il nome deriva dalla presenza nella zona di tre laghi, lago Viedma, lago Tar e lago San Martín
In base al censimento del 2001, nel territorio comunale dimorano 186 abitanti, con un aumento del 5,68% rispetto al censimento precedente (1991).